# پراهو
پراهو روستایی است در شهرستان جَهرُم در استان فارس ایران.
این روستا در دهستان جلگاه در بخش مرکزی شهرستان جهرم قرار دارد. جمعیت این روستا در سرشماری عمومی نفوس و مسکن سال ۱۳۸۵ برابر با ۲۷ نفر بود.